# 畑

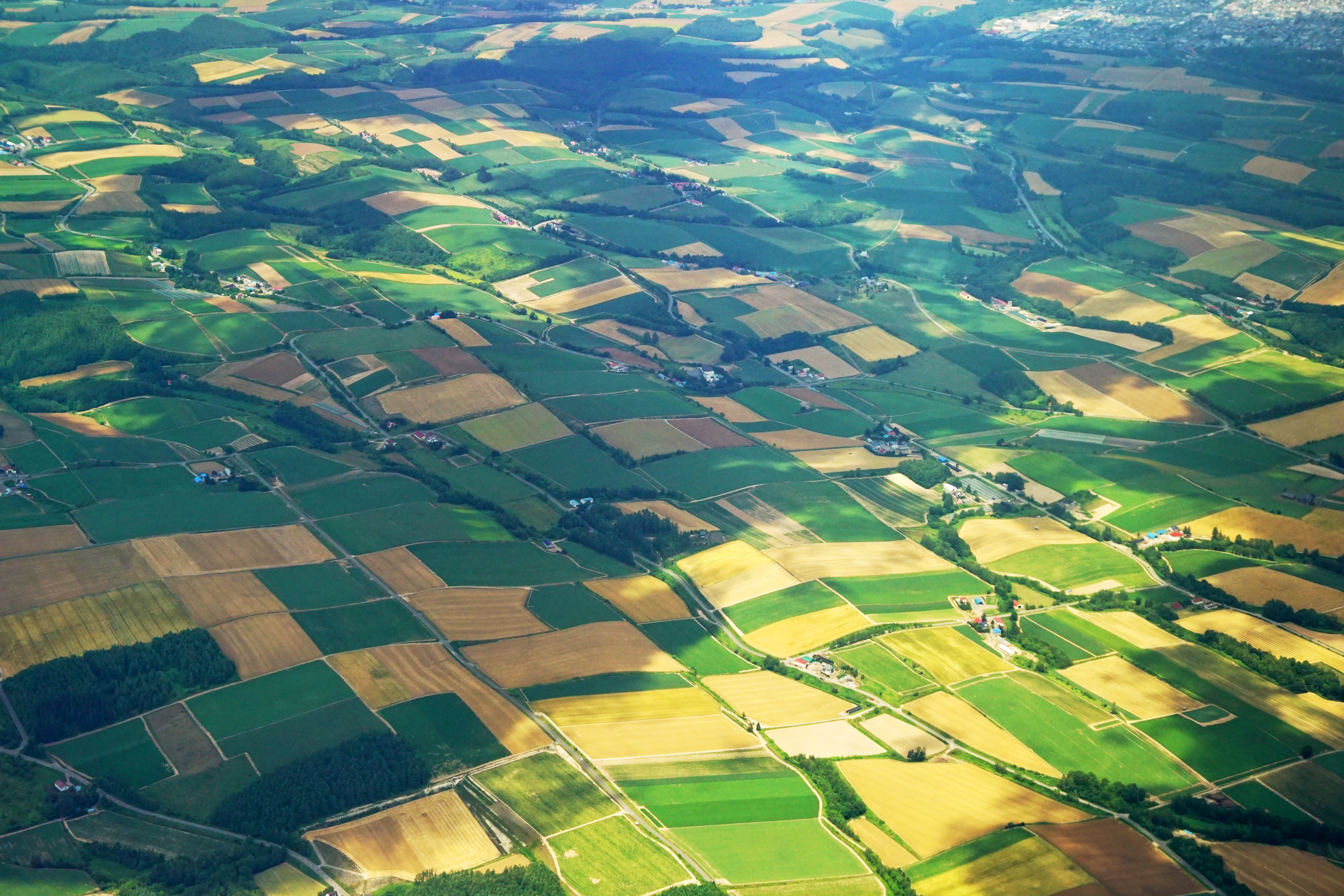
北海道美瑛町の大規模耕作地。

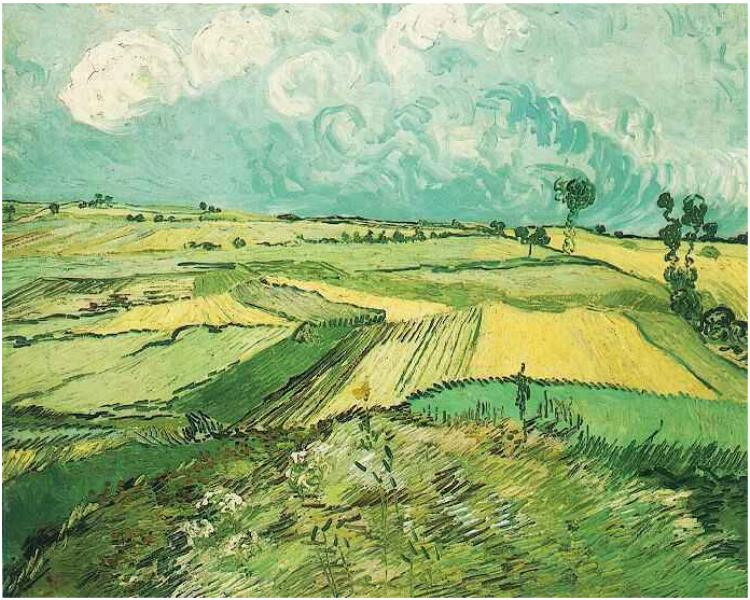
畑を表わした絵画（フィンセント・ファン・ゴッホ）

畑（はたけ、畠、圃、白田、火田、旱田）とは、麦や陸稲などの穀物、または野菜、豆、芋、果樹などを栽培するために耕され、区画された農地をいう。

## 概要

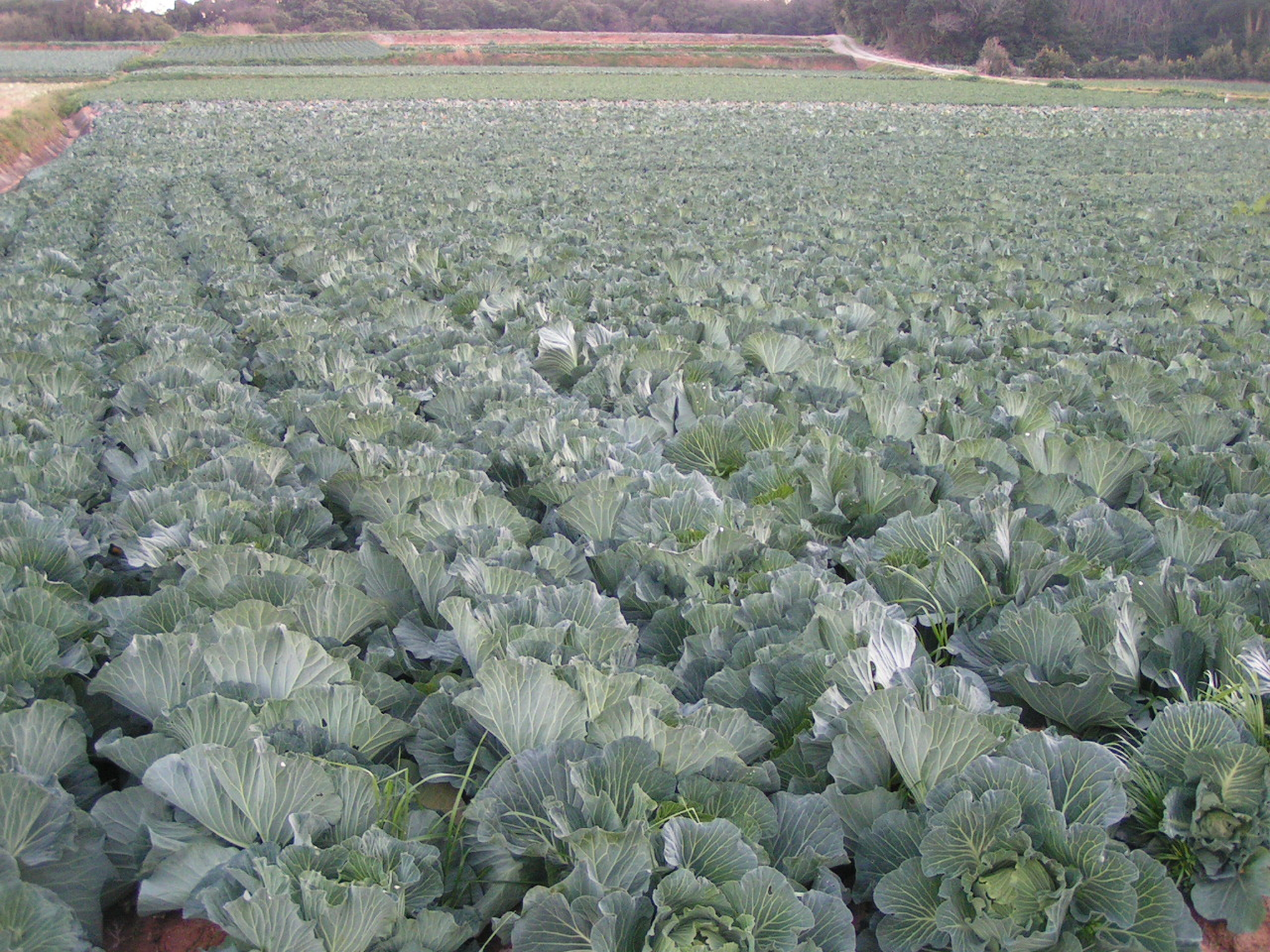
キャベツ畑

中世の日本においては、焼畑を「畑」（火田（かでん））、それ以外を「畠」（白田（はくでん））と表記して区別されていたが、今日では両者の区別をせずに「畑」と表記することがほとんどである。「畑」という文字は鎌倉時代に日本で形成された国字である。また「畠」も日本で作られた国字である。
畑に作物を作ることを畑作という。畑は水を張らない耕作地ともいえ、水の無い田と言うことで陸田と呼ぶこともある。第二次世界大戦後には畑地において井戸を利用し水稲を栽培する陸田も普及している。
還元型である水田とは異なり、畑地は酸化型の土壌である。そのため、窒素成分が酸化され硝酸態窒素となる。土壌はマイナスに荷電しているので硝酸態窒素を吸着することができず、雨水で流出しやすくなる。

## 焼畑
森林を伐採した後、火をつけて耕作地を作り、そこで栽培する農法を焼畑農法という。畑を焼くことで、除草と施肥（ただし窒素分は期待できない）の効果を期待する。
伝統的な焼畑は輪作の原型とも呼べるもので、20年から100年周期などで植生の循環に伴って行われるが、人口の増加、移民、プランテーションなどによる無計画な焼畑は自然な回復力を超えたものとなり、それによって引き起こされる森林破壊が地球環境問題の1つになっている。
日本においては、3 - 5年くらいの作付けと、15 - 20年程度の地力回復期とを組み合わせていた。中部地方では耕作を放棄する際、ハンノキなどの樹木を植え、地力回復の時間を短縮させていた事例もある。
作付け作物としては、アワ、ヒエ、キビ、ソバ、ムギ、アズキ、ダイコンなどが代表的で、その畑が作付け何年目かによって変えていくことが多い。何年目の畑かで呼び名を変える地域もある。例えば山梨県南巨摩郡早川町奈良田地区では、1年目の畑をアラク、2年目をコナシマ、3年目をクナと呼ぶ。

## 比喩
- 領域を「畑」と呼ぶことがある。
  - 専門畑
  - 畑違い
- 子作りにおいて母体を畑と表現する場合があり、それに対して男性が種（精子）を撒くという表現が用いられる。

## 地名
千葉県鴨川市・館山市と福岡県豊前市に畑（はた）、京都府京田辺市に畠（はた）という地名がある。